# Burkan
Burkan (Al-Burkan, Al-Burqān) – rejon wydobycia ropy naftowej w południowym Kuwejcie połączony rurociągiem naftowym z portem Mina al-Ahmadi nad Zatoką Perską. Eksploatację ropy w tym rejonie rozpoczęto w 1946 roku.